# زاوية خارجة
الزاوية الخارجة عن شكل هندسي مُستوٍ أو الزاوية الخارجية هي زاوية محصورة بين أحد أضلاعه وامتداد ضلع آخر.

## زاوية خارجة عن مثلث
مبرهنة الزاوية الخارجة (المسألة 1.16 في كتاب العناصر لإقليدس) — قياس الزاوية الخارجية لمثلث أكبر من قياسي الزاويتين غير المجاورتين لها.

الزاوية الخارجة عن مثلث تساوي مجموع قياسي الزاويتين الداخليتين غير المجاورتين لها.

- الزاوية الخارجة عن مثلث تساوي مجموع قياسي الزاويتين الداخليتين غير المجاورتين لها.الزاوية الخارجية للمثلث تساوي مجموع الزاويتين الداخلتين غير المجاورة لها. على سبيل المثال، في الشكل المجاور يكون قياس الزاوية (ACD) يساوي مجموع قياسي الزاويتين (ABC) و (BAC).[2]

- مجموع الزوايا الخارجية الثلاثة (واحدة لكل رأس) لأي مثلث هو 360 درجة.

## زاوية خارجة عن رباعي دائري

الزاوية الخارجة عن رباعي دائري تساوي قياس الزاوية المقابلة لها في الدائرة نفسها.

- الزاوية الخارجة عن رباعي دائري تساوي قياس الزاوية المقابلة لها في الدائرة نفسها.تساوي قياس الزاوية المقابلة لها في الدائرة.